# Max Wants a Divorce
Max Wants a Divorce è un cortometraggio muto del 1917 scritto, interpretato e diretto da Max Linder e prodotto dalla Essanay di Chicago.

## Produzione
Il film fu prodotto dalla Essanay Film Manufacturing Company.

## Distribuzione
Distribuito dalla K-E-S-E Service, il film - un cortometraggio di due bobine - uscì nelle sale cinematografiche USA il 26 marzo 1917. In Francia, fu distribuito il 21 novembre 1919 con il titolo Max veut divorcer.
Considerato per lungo tempo perduto, il film è stato recentemente ritrovato.